# Otto von Morozowicz
Johann Heinrich Waldemar Otto von Morozowicz (* 6. Oktober 1821 in Roth-Neudorf, Kreis Nimptsch; † 9. Januar 1882 in Berlin) war ein preußischer Generalleutnant und Chef der Landesaufnahme.

## Leben

### Herkunft
Seine Eltern waren Johann Konstantin von Morozowics (1774–1854) und dessen Ehefrau Emilie Charlotte, geborene Schneider. Sein Vater war Stabskapitän a. D., zuletzt im 2. Westpreußischen Infanterie-Regiment Nr. 7, Ritter des Ordens Pour le Mérite, Steuereinnehmer in Warmbrunn sowie Herr auf Neudorf.

### Militärkarriere
Morozowicz besuchte die Kadettenhäuser in Kulm und Berlin. Anschließend wurde er am 15. August 1838 als Sekondeleutnant mit Patent vom 6. Oktober 1838 dem 40. Infanterie-Regiment der Preußischen Armee überwiesen. Zur weiteren Ausbildung wurde Morozowicz ab Oktober 1842 für drei Jahre an die Allgemeine Kriegsschule kommandiert. Bereits hier fiel sein Talent für Karten auf. Daran schloss sich eine Kommandierung als Erzieher am Berliner Kadettenhaus an. Am 1. Mai 1850 kommandierte man ihn dann in die Topographische Abteilung des Großen Generalstabes und am 23. März 1851 in die Trigonometrische Abteilung. Dort stieg er am 22. Juni 1852 zum Premierleutnant auf und wurde am 5. Oktober 1854 in den Großen Generalstab abkommandiert. Hier wurde er am 14. Oktober 1854 zum Hauptmann befördert. Am 1. Oktober 1857 kam er als Lehrer der Geodäsie in die Allgemeine Kriegsakademie, wo er bis zum 30. September 1874 tätig war. Zwischenzeitlich machte er aber auch außerhalb der Akademie Karriere. Zunächst wurde er am 18. Januar 1859 zum Major und am 17. März 1863 zum Oberstleutnant befördert. Am 14. Februar 1865 wurde er dann auch noch Mitglied der Obermilitärstudienkommission und der Studienkommission für das Kadettenkorps. Außerdem wurde er am 18. April 1865 Abteilungsdirigent der Landestriangulation (frühere topographische Abteilung).
Während des Deutschen Krieges wurde er am 2. Juni 1866 zum Abteilungschef im stellvertretenden Generalstab und Chef des Nachrichtenwesens ernannt und am 2. Juni 1866 zum Oberst befördert. Nach dem Feldzug erhielt er am 29. September 1866 den Kronen-Orden III. Klasse. Am 16. Februar 1867 kam er als Abteilungschef des Nebenetats in den Generalstab und wurde dazu à la suite des Generalstabes gestellt. Am 13. November 1868 folgte seine Ernennung zum Chef der Landestriangulation und in dieser Eigenschaft avancierte er am 26. Juli 1870 zum Generalmajor.
Während des Deutsch-Französischen Krieges wurde er als Abteilungschef im stellvertretenden Generalstab verwendet und am 16. Mai 1871 mit dem Roten Adlerorden II. Klasse mit Eichenlaub ausgezeichnet.
Nach dem Krieg wurde er am 6. März 1872 auch stellvertretender Direktor der Lebensversicherungsanstalt für Armee und Marine. Am 23. Januar 1875 wurde er Chef der Landesaufnahme und am 4. November 1875 zum Generalleutnant mit Patent vom 28. Oktober 1875 befördert. Morozowicz wurde am 18. September 1880 mit dem Roten Adlerorden I. Klasse mit Eichenlaub ausgezeichnet. Er starb am 9. Januar 1882 in Berlin und wurde am 12. Januar 1882 auf dem Invalidenfriedhof beigesetzt.
Zu seinen Leistungen gehören die Ausführung des Präzisionsnivellements, die Errichtung des Normalhöhenpunktes an der Sternwarte in Berlin und die Einführung des Normalnullpunktes als Grundlage für die Nivellements in Preußen. Ferner vermittelte er die Herausgabe einer einheitlichen Karte für das Deutsche Reich.

### Familie
Morozowicz heiratete am 1. Februar 1859 in Berlin Franziska Schmidt (1835–1922), eine Tochter des Geheimen Hofkammerrates und Generalpächters von Oels Heinrich Friedrich August Schmidt. Aus der Ehe ging wenigstens der spätere Hauptmann und Militärattaché bei der Gesandtschaft in Bern Johann Heinrich Nikolaus (1862–1898) hervor, der Marianne von Risselmann (1864–1934) heiratete. Sie war die Tochter des Ritterschaftsrates August von Risselmann-Matschdorf und der Auguste von Risselmann-Görbitsch. Elhard von Morozowicz war sein Enkel.

## Schriften
- Grundzüge der Astronomie und mathematischen Geographie. 1848 Digitalisat
- als Herausgeber: Nivellements und Höhenbestimmungen der Punkte Erster und Zweiter Ordnung. Berlin 1870, Erster Band.